# Buchener Straße
De Buchener Straße (L35) is een 14,67 kilometer lange Landesstraße (lokale weg) in het district Innsbruck Land in de Oostenrijkse deelstaat Tirol. De weg is een zijweg van de Tiroler Straße (B171) en loopt in de richting van Leutasch (1136 m.ü.A.). Daar sluit de weg aan op de Leutascher Straße (L14). Het beheer van de straat valt onder de Straßenmeisterei Zirl.